# Goodbye Charlie
Goodbye Charlie is een Amerikaanse filmkomedie uit 1964 met Tony Curtis, Debbie Reynolds en Pat Boone in de hoofdrollen. Vincente Minnelli is de regisseur. Het scenario van Harry Kurnitz is gebaseerd op het toneelstuk Goodbye, Charlie van George Axelrod, dat een korte carrière had op Broadway in 1959/1960, met Lauren Bacall in de hoofdrol. De muziek in de film is van André Previn en Dory Langdon (=Dory Previn).

## Verhaal
Playboy Charlie Sorrel (gespeeld door Harry Madden) wordt op een schip doodgeschoten door de jaloerse Sir Leopold Sartori (Walter Matthau) wanneer die hem betrapt met zijn vrouw. Charlies lichaam valt in de zee.
Later vindt miljonair Bruce Minton the 3rd (Pat Boone) een blonde vrouw (Debbie Reynolds) op het strand. Op haar aanwijzingen brengt hij haar naar het huis van Charlie, waar George Tracy, Charlies beste vriend (Tony Curtis) diens testament afhandelt. Daar beseft de vrouw dat zij de reïncarnatie is van Charlie. Hoewel George beseft dat Charlie een man is in een vrouwenlichaam, valt hij toch voor haar. Charlie is weliswaar van geslacht veranderd, maar heeft nog steeds dezelfde streken. Zij begint te flirten met Bruce Minton en wil, met de schoorvoetende medewerking van George, wraak nemen op haar moordenaar en op een aantal rijke vrouwen waarmee de mannelijke Charlie een affaire had. Ook Sir Leopold valt voor Charlies charmes en wanneer zijn vrouw ze samen betrapt schiet zij Charlie neer, die opnieuw in zee valt. Charlie wordt wederom gereïncarneerd, ditmaal als een hond.

## Rolverdeling
| Acteur          | Personage              |
| --------------- | ---------------------- |
| Debbie Reynolds | Charlie Sorrel (vrouw) |
| Tony Curtis     | George Tracy           |
| Pat Boone       | Bruce Minton           |
| Walter Matthau  | Sir Leopold Sartori    |
| Harry Madden    | Charlie Sorrel (man)   |
| Laura Devon     | Rusty Sartori          |